# 王国の道具屋さん
『王国の道具屋さん』（おうこくのどうぐやさん、英題: Kingdom's Item Shop）は、Come-Come Cat（現・アソボックス）が開発した経営シミュレーションゲームシリーズ。
本稿では、iOSとAndroid向けに配信された表題の1作目に加え、続編の『王国の道具屋さん2』（おうこくのどうぐやさん2）と、ニンテンドー3DS向けに配信された表題と同名の作品についても記述する。

## 概要
西洋ファンタジーの世界を舞台に、プレイヤーが道具屋の経営者となって店を発展させることを目指す経営シミュレーションゲーム。
本シリーズは、ゲームを起動していない状態でも店頭の商品の販売が継続して行われることを特徴としており、開発元のCome-Come Catは「放置型経営シミュレーション」と紹介している。こうしたシステムは、株式会社ビーワークス開発によるゲームアプリ『おさわり探偵 なめこ栽培キット』シリーズで「なめこ」を栽培する際の同様のシステムから着想を得ている。

## 王国の道具屋さん (iOS・Android版)
iOS版は2012年6月19日に、Android版は2013年7月20日に配信を開始した。
多額の借金を抱え失意に暮れる父親をもつ娘（以下「主人公」と表記）が世話役の「じい」と共に道具屋を経営し、借金の全額返済を目指す。

### システム
店の経営
店内の棚に手持ちのアイテムを並べ販売する。アイテムを置く箇所や一箇所あたりのアイテム数は、お金を支払うことにより拡張できる。
店の外の道路を行き交っている人々がランダムで入店する。アイテムの売れやすさは種類により異なり、一般客はアイテムを一定確率で購入するが、王様や王妃のような姿の客は棚に並んだアイテム全種類1つずつを必ず購入する。なお、前述のようにゲームを起動していない状態や後述の「クエスト」を実行している間でも販売が継続され、再び店を訪れた際に「じい」がそれまでの売り上げを報告する。
アイテムが売れるごとに画面上方のフィーバーゲージが溜まっていき、これが満タンになると、アイテムが必ず売れる状態「フィーバー状態」が一定時間続く。また、同種の各アイテムを一定数売ることで経営やクエストで有用となる効果「販売数ボーナス」が追加され、同時に、来客頻度やクエストで雇える傭兵の数に関係する値「王国発展度」も上昇する。
プレイ時には「本日の販売目標」として数種類のアイテムの販売ノルマが設定され、これを現実世界の24時間以内に達成すると「魔法石」を1個入手できる。この魔法石は、フィーバー状態を任意で発生させたり、後述の「スタミナ」の値を全回復させたりする効果がある。なお、魔法石は課金することでも手に入る。iOS版では、Appleが運営するネットワーク「Game Center」を通じ、24時間当たりの売り上げをランキングに登録できる。
クエスト
様々なダンジョンを訪れて販売用のアイテムを入手できる。キャラクターを操作してダンジョン内部を探索するわけではなく、一体の敵のように描写されたダンジョンにキャラクターが出入りする様子だけが表示される。クエストを実行する際には「スタミナ」の値を一定数消費する。スタミナは、現実世界の一定時間が経過するか魔法石を使用することで回復する。
クエスト開始前に報酬を払って傭兵を雇う。傭兵の種類は「王国発展度」の上昇により追加される。
クエスト中は主人公側とダンジョン側が交互に攻撃を繰り返し、一方のハート（ヒットポイント）が0になった時点で戦闘が終了する。ダンジョン側のハートが残っている場合は傭兵を再び雇い戦うことができる。戦闘中にアイテムが手に入り、ダンジョンのハートを0にするとより多くのアイテムを入手できる。

## 王国の道具屋さん2
iOS版が2012年8月14日に、Android版が2013年8月13日に発売された。グラフィック・サウンド・基本的なシステムは前作とほぼ同じだが、ボリュームが増え、新システムの追加も行われている。
主人公が経営していた店がゲリラ豪雨により流されてしまったため、店を建て直し「じい」と一から経営を再開する。

### 前作からの追加要素
- 前作のセーブデータを引き継ぐことで、所持金や魔法石を一定数入手した状態でゲームを開始できる。
- アイテムを販売するごとに「評判」の数値が上昇する。また、店内に設置された「注文ポスト」に届く客からの要望に相応しいアイテムを提供すると評判が大きく上がる。評判は、目標販売額と共に店のランクアップの条件になっている。
- さまざまな条件を達成するごとに「称号」を得ることができる。

## 王国の道具屋さん (ニンテンドー3DS版)
ニンテンドー3DS版は2014年10月22日に株式会社PUMOから発売されたが、PUMOが破産したことにより2017年4月6日に配信が一旦終了した。その後、販売元がフライハイワークスに移管し、2017年5月31日より配信が再開された。本作は、過去2作品の基本システムを継承しつつグラフィックとサウンドを一新し、新たなシステムが追加されている。
幼い頃からの夢を叶えて自身の店を持った主人公が、世話役の「じい」の助けを借りながら、王国一の評判を表す「王国の道具屋さん」の称号を得るため経営を行う。ゲーム冒頭で主人公の性別を設定する。
本作の紹介映像では、声優の田村ゆかりがナレーションを担当している。

### システム
店の経営
前作までのシステムとほぼ同様。ただし、「魔法石」関連のシステムは無い。
クエスト
様々なダンジョンを訪れ、アイテムを得ることができる。後述の傭兵「剣士」「魔術師」「弓使い」を雇って敵と連戦し最奥に登場するボスを倒すとダンジョンクリアとなる。ゲームが進行するごとに傭兵の種類や配置できる枠が増える。兵種は3種類のみだが同じ兵種を複数雇うことが可能。戦闘を続けることで傭兵たちはレベルアップし、次回の探索時に雇う際にもレベルが継続される。
- 剣士 - 体力が高く攻撃速度が速い。一方、攻撃力が低い。
- 魔術師 - 攻撃力が高い。一方、体力が低く攻撃速度が遅い。
- 弓使い - 平均的な能力を持つ。後述の「必殺技ゲージ」が早く溜まる。

敵との戦闘は自動で行われるが、攻撃と防御（ダメージ低下）を任意のタイミングで切り替えることができる。各傭兵が攻撃を加えるごとに各自の必殺技ゲージが溜まり、満タンになると必殺技を用いて大ダメージを与えられる。
敵への攻撃ヒット時や敵の撃破時には周囲にアイテムがばら撒かれ、主人公を操作してこれらを収集することになる。この際、素早く移動するダッシュを用いることもできるが、使用時にはダッシュゲージを消費しゲージがなくなるとダッシュできなくなる。このゲージは時間経過と共に少しずつ回復する。
傭兵が全滅するか主人公の体力が尽きると撤退することになる。それまで入手したアイテムや経験値は維持される。
専門店
「食堂」「鍛冶屋」「仕立屋」「魔法屋」を訪れ、アイテム同士を合成して新たなアイテムを入手できる。ゲーム序盤で選択できるのは食堂のみだが、ゲームの進行に応じて利用可能な店舗が増える。
各店では各アイテムの合成方法のヒントが提供され、合成が成功するとレシピに登録される。ヒントは、各専門店での合成回数が一定数に達するごとに順次追加される。
注文ポスト
王国の様々な住人から販売依頼が届く。期待に添ったアイテムを依頼主に提供することで報酬が得られ店の評判が上がる。『王国の道具屋さん2』でのシステムと同様。
設備
店内に並べる販売アイテムの種類や一種類あたりの数の増加、店内の壁紙・家具・床材・マットの変更、経営やクエストを有利に進める「バッジ」の購入を行うことができる。